# Jim Ryun
James Ronald Ryun, dit Jim Ryun, né le 29 avril 1947 à Wichita (Kansas), est un athlète et homme politique américain. Il est membre du Parti républicain et élu du 2e district congressionnel du Kansas la Chambre des représentants des États-Unis de 1997 à 2007.

## Carrière sportive
Encore étudiant à la Wichita East Highschool, Ryun court un mile (1 609 m) en moins de quatre minutes. En 1964, aux Jeux olympiques de Tokyo, il se qualifie pour les demi-finales sur 1 500 m.
Aux Jeux olympiques d'été de 1968 de Mexico, malgré le handicap de l'altitude, il remporte la médaille d'argent sur 1 500 m, battu par le Kenyan Kip Keino. Quatre ans plus tard il chute lors de sa série du 1 500 m, manquant ainsi le titre olympique.
Il détient de nombreux records du monde. Ainsi, en 1967, il abaisse le record du monde du mile à 3 min 51 s 1, un record qui tient pendant presque huit ans. La même année, il améliore le record du monde du 1 500 m en 3 min 33 s 1.
Ce record est remarquable par la façon dont il le réalise avec des rythmes très inégaux qui sont la pire manière de courir rapidement. Il parcourt les 300 premiers mètres en 45 s 5, puis il accélère pour courir les derniers 1 200 mètres en 2 min 46 s 6. Il est spéculé que s'il avait couru avec un rythme constant et optimal du début à la fin, il aurait établi un temps d'environ 3 min 30 s ou 3 min 31 s. À l'époque, il s'agit cependant d'une piste cendrée. Ce record n'est battu que dans les années 1970 sur des pistes synthétiques.

## Carrière politique
Il est élu à la Chambre des représentants des États-Unis en 1996 à la suite de la démission de Sam Brownback.
En 2006, à l'occasion d'une vague démocrate, il perd l'élection face à la démocrate Nancy Boyda. Il tente de reconquérir son siège deux ans plus tard mais est battu lors de la primaire républicaine par Lynn Jenkins, plus modérée que lui. Il rassemble 49 % des voix contre 51 % pour Jenkins.

## Palmarès

### Jeux olympiques
- Jeux olympiques de 1964 à Tokyo ( Japon)
  - éliminé en demi-finale sur 1 500 m
- Jeux olympiques de 1968 à Mexico ( Mexique)
  -  Médaille d'argent sur 1 500 m
- Jeux olympiques de 1972 à Munich ( Allemagne de l'Ouest)
  - éliminé en série sur 1 500 m

## Records
- Record du monde du 1 500 en 3 min 33 s 1 le 8 juillet 1967 à Los Angeles (amélioration du record de Herb Elliott, sera battu par Filbert Bayi à Christchurch le 2 février 1974)
- Record du monde du mile en 3 min 51 s 3 le 17 juillet 1966 à Berkeley (amélioration du record de Michel Jazy)
- Record du monde du mile en 3 min 51 s 1 le 23 juin 1967 à Bakersfield (amélioration de son précédent record, sera battu par Filbert Bayi à Kingston en Jamaïque le 17 mai 1975)

## Citations
- « La motivation vous sert de départ. L'habitude vous fait continuer. » J. Ryun